# KRI Brawijaya
RI Brawijaya — патрульный корабль ближней морской зоны типа «Паоло Эмилио Таон ди Ревель» ВМС Индонезии. Заложен как Marcantonio Colonna (P433), пятый корабль этого типа в ВМС Италии.

## Строительство и служба
Заложен 3 сентября 2020 года на верфи Fincantieri Muggiano, спущен на воду 26 ноября 2022 года под названием Маркантонио Колонна, приступил к ходовым испытаниям в июле 2023 года.
Marcantonio Colonna — один из двух кораблей типа Thaon di Revel, переданных ВМС Индонезии по контракту стоимостью 1,18 млрд евро, подписанному 28 марта 2024 года.  По данным Janes, Индонезия получила финансирование в размере 1,25 млрд долларов США от нескольких европейских финансовых учреждений на приобретение двух кораблей, соглашение о финансировании было подписано в конце 2024 года. 
29 января 2025 года на церемонии на верфи Муджиано было переименован в KRI Brawijaya (320).  Корабль был передан ВМС Индонезии и введён в эксплуатацию 2 июля 2025 года на верфи Муджиано.  Приписан к  2-му флоту, базирующемуся в Сурабае. Планировалось, что судно отправится в Индонезию в июле и прибудет в Сурабаю к сентябрю 2025 года. 

## Внешние ссылки
- На Викискладе есть медиафайлы по теме KRI Brawijaya

- Веб-сайт Pattugliatori Poliваленти di Altura Marina Militare

Шаблон:Thaon di Revel-class offshore patrol vessel